# Washingtonville (Ohio)
Washingtonville es una villa ubicada en los condados de Columbiana y Mahoning en el estado estadounidense de Ohio. En el Censo de 2010 tenía una población de 801 habitantes y una densidad poblacional de 462,98 personas por km².

## Geografía
Washingtonville se encuentra ubicada en las coordenadas 40°53′47″N 80°46′5″O / 40.89639, -80.76806. Según la Oficina del Censo de los Estados Unidos, Washingtonville tiene una superficie total de 1.73 km², de la cual 1.73 km² corresponden a tierra firme y (0%) 0 km² es agua.

## Demografía
Según el censo de 2010, había 801 personas residiendo en Washingtonville. La densidad de población era de 462,98 hab./km². De los 801 habitantes, Washingtonville estaba compuesto por el 98% blancos, el 0.87% eran afroamericanos, el 0% eran amerindios, el 0% eran asiáticos, el 0% eran isleños del Pacífico, el 0.12% eran de otras razas y el 1% pertenecían a dos o más razas. Del total de la población el 0.5% eran hispanos o latinos de cualquier raza.

## Localidades cercanas
El siguiente diagrama muestra a las localidades en un radio de 16 km alrededor de Washingtonville.